# Cynthia Erivo
Cynthia Erivo, pseudonimo di Cynthia Chinasaokwu Onyedinmanasu Amarachukwu Owezuke Echimino Erivo (Londra, 8 gennaio 1987), è un'attrice, cantante e compositrice britannica, vincitrice di diversi riconoscimenti, tra cui un Premio Emmy, un Grammy Award e un Tony Award, oltre a candidature per tre Premi Oscar, quattro Golden Globe, tre Premi BAFTA, quattro Critics Choice Awards e tre Screen Actors Guild Awards. È una delle poche artiste ad aver ricevuto tre su quattro candidature per l'EGOT.
Ha debuttato nel West End con il musical teatrale The Umbrellas of Cherbourg (2011). In seguito ha fatto il suo debutto a Broadway interpretando Celie, una donna che subisce abusi nel profondo sud degli USA, nel revival musicale di The Color Purple dal 2015 al 2017. Il suo lavoro le è valso il Tony Award come migliore attrice protagonista in un musical e il Grammy Award come miglior album di un musical teatrale. Si è espansa a livello cinematografico nel 2018 con i film Widows - Eredità criminale e 7 sconosciuti a El Royale. Per le sue interpretazioni di Harriet Tubman nel film biografico Harriet (2019) ed Elphaba nel film musicale Wicked (2024), Erivo ha ricevuto la sua prima e seconda candidatura per l'Oscar alla miglior attrice; ha anche scritto ed eseguito la canzone "Stand Up" per  Harriet, che le è valsa una candidatura per l'Oscar alla migliore canzone.
In televisione, ha interpretato Holly Gibney nella miniserie televisiva The Outsider (2020), e Aretha Franklin nella serie antologica Genius: Aretha (2021), l'ultima delle quali le è valsa una candidatura al Premio Emmy come migliore attrice protagonista. Come cantante, ha pubblicato singoli e il suo album solista Ch. 1 Vs. 1 (2021).

## Biografia
Cynthia Erivo è nata a Londra da genitori nigeriani e ha studiato recitazione alla Royal Academy of Dramatic Art.
Dopo la laurea, Erivo è stata scelta come sostituta di Patina Miller per il ruolo principale nella produzione originale di Londra del musical Sister Act in scena al London Palladium. Nel 2013 interpreta la protagonista Celie nella produzione di Londra di The Color Purple alla Menier Chocolate Factory e per la sua interpretazione viene candidata all'Evening Standard Award. Nel 2015 torna a recitare in The Color Purple a Broadway con il premio Oscar Jennifer Hudson; per la sua interpretazione nel ruolo di Celie ha vinto il Tony Award, il Theatre World Award, il Drama Desk Award e l'Outer Critics Circle Award alla migliore attrice protagonista in un musical, oltre al Grammy Award al miglior album di un musical teatrale.
Dopo il successo a Broadway, nel 2018 Cynthia Erivo ha debuttato al cinema con 7 sconosciuti a El Royale e con Widows - Eredità criminale, film per cui è stata candidata al BAFTA alla miglior stella emergente. Nel 2019 interpreta Harriet Tubman nel film di Kasi Lemmons Harriet, che le vale una nomination al Golden Globe per la migliore attrice in un film drammatico e all'Oscar alla miglior attrice. Oltre ad aver interpretato la protagonista, Erivo ha scritto anche la canzone principale di Harriet, Stand Up, che le è valsa una seconda candidatura al Premio Oscar nel 2020 per la miglior canzone.
Nel 2022 recita nel ruolo della Fata Azzurra nel remake live-action Pinocchio e interpreta Aretha Franklin nella terza stagione di Genius, ottenendo una seconda candidatura ai Golden Globe, questa volta come miglior attrice in una mini-serie o film per la televisione. Nel 2023 recita in Drift e Luther: Verso l'inferno con Idris Elba, mentre nel 2024 interpreta Elphaba in Wicked accanto ad Ariana Grande.

## Vita privata
Nel 2022 ha fatto coming out come bisessuale sulla rivista Vogue.

## Filmografia

### Attrice

#### Cinema
- 7 sconosciuti a El Royale (Bad Times at the El Royale), regia di Drew Goddard (2018)
- Widows - Eredità criminale (Widows), regia di Steve McQueen (2018)
- Harriet, regia di Kasi Lemmons (2019)
- Chaos Walking, regia di Doug Liman (2021)
- Pinocchio, regia di Robert Zemeckis (2022)
- Drift, regia di Anthony Chen (2023)
- Luther: Verso l'inferno (Luther: The Fallen Sun), regia di Jamie Payne (2023)
- Wicked, regia di Jon M. Chu (2024)
- Wicked - Parte 2 (Wicked: For Good), regia di Jon M. Chu (2025)

#### Televisione
- Chewing Gum – serie TV, episodio 1x06 (2015)
- Mr Selfridge – serie TV, episodi 4x01-4x02 (2016)
- The Tunnel – serie TV, episodio 2x03 (2016)
- Broad City – serie TV, episodio 4x09 e 5x04 (2017-2019)
- The Outsider – miniserie TV, 8 episodi (2020)
- Genius – miniserie TV, 8 episodi (2021)
- Roar – serie TV, episodio 1x04 (2022)
- Poker Face – serie TV, episodio 2x01 (2025)

### Doppiatrice
- Baby Boss - Di nuovo in affari (The Baby Boss: Back in Business) – serie animata (2018)
- Star Wars: Visions – serie animata (2023)
- Blue's Clues & You! – serie animata (2023)
- HouseBroken – serie animata (2023)
- Moon Girl e Devil Dinosaur (Moon Girl and Devil Dinosaur) – serie animata (2024)
- Big Mouth – serie animata (2025)

## Teatrografia
- The Umbrellas of Cherbourg, libretto di Sheldon Harnick, musica di Michel Legrand, regia di Emma Rice. Curve Theatre di Leicester e Gielgud Theatre di Londra (2011)
- Sister Act the Musical, libretto di Bill e Chery Steinkellner, testi di Glenn Slater, colonna sonora di Alan Menken, regia di Peter Schneider. Tour britannico (2011)
- Lift di Craig Adams e Ian Watson, regia di Steven Paling. Soho Theatre di Londra (2013)[7]
- The Color Purple, libretto di Marsha Norman, colonna sonora di Brenda Russell, Allee Willis e Stephen Bray, regia di John Doyle. Menier Chocolate Factory di Londra (2013)
- I Can't Sing! The X Factor Musical, libretto di Harry Hill, colonna sonora di Steve Brown, regia di Sean Foley. London Palladium di Londra (2013)
- Enrico IV di William Shakespeare, regia di Phyllida Lloyd. Donmar Warehouse di Londra (2014)
- How to Succeed in Business Without Really Trying, colonna sonora di Frank Loesser, libretto di Abe Burrows, Jack Weinstock e Willie Gilbert, regia di Jonathan Butterell. Royal Festival Hall di Londra (2015)
- Sogno di una notte di mezza estate di William Shakespeare, regia di Nick Bagnall. Everyman Theatre di Manchester (2015)
- The Color Purple, libretto di Marsha Norman, colonna sonora di Brenda Russell, Allee Willis e Stephen Bray, regia di John Doyle. Bernard B. Jacobs Theatre di Broadway (2015-2017)
- The Last Five Years, colonna sonora, libretto e regia di Jason Robert Brown. Town Hall di New York (2016)

## Discografia

### Da solista
- 2021 – Ch. 1 Vs. 1
- 2025 – I Forgive You

### In collaborazione
- 2015 – Cynthia Erivo and Oliver Tompsett Sing Scott Alan (con Oliver Tompsett e Scott Alan)

## Riconoscimenti
- Premio Oscar
  - 2020 – Candidatura alla miglior attrice per Harriet
  - 2020 – Candidatura alla miglior canzone per Stand Up
  - 2025 – Candidatura alla miglior attrice per Wicked
- Golden Globe
  - 2020 – Candidatura alla migliore attrice in un film drammatico per Harriet
  - 2020 – Candidatura alla migliore canzone originale per Stand Up
  - 2022 – Candidatura alla miglior attrice in una miniserie o film per la televisione per Genius
  - 2025 – Candidatura alla migliore attrice in un film commedia o musicale per Wicked
- BAFTA
  - 2019 – Candidatura alla miglior stella emergente
  - 2025 – Candidatura alla miglior attrice protagonista per Wicked

- Premio Emmy
  - 2017 – Miglior performance musicale in un programma diurno per The Today Show
- Premio Grammy
  - 2017 – Miglior album di un musical teatrale per The Color Purple
  - 2020 – Candidatura alla miglior canzone scritta per un film, televisione o altri media audio-visivi per Stand Up
- Screen Actors Guild Award
  - 2020 – Candidatura al migliore attrice cinematografica per Harriet
- Tony Award
  - 2016 – Miglior attrice protagonista in un musical per The Color Purple
- Critics' Choice Awards
  - 2020 – Candidatura alla miglior attrice per Harriet
  - 2020 – Candidatura alla miglior canzone per Stand Up
- Drama Desk Award
  - 2016 – Migliore attrice in un musical per The Color Purple
- Drama League Award
  - 2016 – Candidatura alla miglior performance per The Color Purple
- Evening Standard Theatre Awards
  - 2013 – Candidatura alla miglior performance in un musical per The Color Purple

- Hollywood Film Award
  - 2019 – Hollywood Film Award per la migliore attrice per Harriet
- London Critics Circle Film Awards
  - 2019 – Candidatura alla migliore attrice non protagonista per 7 sconosciuti a El Royale
  - 2020 – Candidatura alla migliore attrice britannica o irlandese per Harriet
- NAACP Image Award
  - 2020 – Candidatura alla migliore attrice per Harriet
  - 2020 – Candidatura alla miglior debutto per Harriet
  - 2020 – Candidatura al miglior cast per Harriet
  - 2020 – Candidatura alla miglior canzone per Stand Up
  - 2022 – Candidatura alla migliore attrice in un film TV o miniserie TV Genius: Aretha
  - 2025 – Candidatura all'intrattenitrice dell'anno
  - 2025 – Candidatura alla miglior attrice protagonista per Wicked
  - 2025 – Candidatura al miglior cast per Wicked
- Outer Critics Circle Award
  - 2016 – Migliore attrice in un musical per The Color Purple
- Palm Springs International Film Festival
  - 2020 – Miglior debutto per Harriet
- Theatre World Award
  - 2016 – Miglior debutto per The Color Purple
- Santa Barbara International Film Festival
  - 2020 – Miglior attrice per Harriet
- Satellite Award
  - 2020 – Candidatura alla migliore attrice per Harriet
- Saturn Award
  - 2019 – Candidatura alla migliore attrice per 7 sconosciuti a El Royale
- Washington D.C. Area Film Critics Association
  - 2018 – Candidatura alla migliore attrice non protagonista per 7 sconosciuti a El Royale

## Doppiatrici italiane
Nelle versioni in italiano delle opere in cui ha recitato, Cynthia Erivo è stata doppiata da:
- Chiara Gioncardi in Widows - Eredità criminale, Harriet, Chaos Walking
- Eva Padoan in Pinocchio (dialoghi), Wicked (dialoghi)
- Alessia Amendola in Genius, Luther: Verso l'inferno
- Laura Panzeri in Wicked (canto)
- Federica De Bortoli in 7 sconosciuti a El Royale
- Tiziana Avarista in The Outsider
- Guendalina Ward in Roar
- Frances Alina Ascione in Pinocchio (canto)